# كفر قوق (ريف دمشق)
كفر قوق قرية في منطقة قطنا التابعة لمحافظة ريف دمشق في سوريا. تقع غرب دمشق.